# یودایادی
یودایادی (به لاتین: Udaiyadi) یک منطقهٔ مسکونی در سری‌لانکا است که در استان شمالی (سری‌لانکا) واقع شده‌است.